# Per Sætersdal
Per Albert Sætersdal (født 18. maj 1964 i Bergen) er en norsk tidligere roer.
Sætersdal var første gang med til de olympiske lege i 1988 i Seoul, hvor han roede dobbeltsculler sammen med Kjell Voll. Duoen endte på en samlet elvteplads.
Ved legene fire år senere i Barcelona stillede han sammen med Kjetil Undset, Lars Bjønness og Rolf Thorsen op i dobbeltsculler. Nordmændene vandt deres indledende heat og kvalificerede sig til finalen med en andenplads i semifinalen efter Italien. I finalen holdt de italienerne bag sig, men den tyske båd vandt med næsten to sekunders forspring til nordmændene, der dermed genvandt deres sølvmedaljer fra 1988.
Sætersdal vandt desuden en VM-bronzemedalje i 1990 i singlesculler.

## OL-medaljer
- 1992:  Sølv i dobbeltfirer